# Comitê de Reforma Democrática do Povo
O Comitê de Reforma Democrática do Povo ou Comitê do Povo para a Democracia Absoluta com o Rei como Chefe de Estado  foi um grupo de pressão política reacionário na Tailândia. Seu objetivo era remover a influência do ex-primeiro-ministro Thaksin Shinawatra da política tailandesa, depondo o governo do Pheu Thai de Yingluck Shinawatra e criando um "Conselho do Povo" não eleito para supervisionar as reformas políticas. O grupo desempenhou um papel fundamental na crise política de 2013-2014 e na preparação para o golpe de Estado de 2014, organizando protestos em larga escala em Bangkok e interrompendo a votação nas eleições gerais tailandesas de 2014 para evitar uma vitória prevista do Pheu Thai.
O grupo foi formado em 29 de novembro de 2013 por Suthep Thaugsuban, que renunciou ao cargo de secretário-geral e deputado do Partido Democrata e se autoproclamou secretário-geral do Comitê de Reforma Democrática do Povo. Embora grande parte da mensagem do movimento girasse em torno da antipolítica,, era uma coligação diversificada unida por pouco mais do que oposição ao governo de Yingluck Shinawatra; era composta por membros do Partido Democrata da oposição, a Aliança Popular para a Democracia (uma coalizão oposta a Thaksin conhecida como "Camisas Amarelas"), grupos de ativistas estudantis, sindicatos de trabalhadores estatais e grupos pró-militares. O apoio do Comitê de Reforma Democrática do Povo veio principalmente de moradores ricos de Bangkok e do Sul. A denúncia de irregularidades foi um símbolo central dos protestos.
Ao acusar o governo de falta de legitimidade, Suthep Thaugsuban anunciou a intenção do Comitê de Reforma Democrática do Povo de retomar o poder do governo e prosseguir com a reforma nacional por meio de um conselho monarquista não eleito, a fim de "erradicar" o "regime Thaksin". Suthep delineou planos para o conselho "atuar como um órgão legislativo, alterar leis e regulamentos, bem como executar um plano de reforma no país". Ele também explicou que o conselho teria 400 membros, 300 dos quais seriam representantes de várias profissões. Os 100 restantes seriam selecionados pelo grupo entre acadêmicos e cidadãos anciãos respeitados.
O objetivo final do Comitê de Reforma Democrática do Povo era fazer com que a primeira-ministra Yingluck Shinawatra renunciasse ao cargo de chefe do governo interino para criar um vácuo de poder, então invocar o Artigo 3 e o Artigo 7 da Constituição de 2007. Isso permitiria que o chefe do senado nomeasse um novo primeiro-ministro. Yingluck e outros nove ministros seniores foram destituídos do cargo pelo Tribunal Constitucional em 7 de maio de 2014. Os militares então tomaram o poder em um golpe de Estado em 22 de maio, um movimento que foi aplaudido por muitos manifestantes do Comitê de Reforma Democrática do Povo. O grupo foi dissolvido pouco depois do golpe.